# جنى فواز الحسن
جنى فوّاز الحسن (1985) صحفية وكاتبة روائية لبنانية.

## سيرتها
ولدت جنى فواز الحسن في شمال لبنان عام 1985. عاشت معظم طفولتها في قرية صغيرة في قضاء الكورة والقرية اسمها بتوراتيج إلى أن انتقلت إلى بيروت العاصمة منذ 2009. مالت منذ المراهقة إلى الآداب.حصلت على بكالوريوس وإجازة تعليمية في الأدب الإنجليزي. ومنذ عام 2009 تعمل في الصحافة المكتوبة وترجمة. نشرت تحقيقات ومقالات في صحف عدة، كما نشرت نصوصا أدبية وقصص قصيرة في ملحق النهار الثقافي وملحق نوافذ ومجلة البحرين الثقافية. نشرت روايتها أنا، هي والأخريات في 2012 ثم طابق 99 في 2014. تعمل في صحيفة الدايلي ستار الصادرة بالإنجليزية منذ 2013. في ديسمبر 2015، أعلنت بي بي سي أسماء المئة امرأة الأكثر إلهاما في العالم لعام 2015 وأختارت جنى الحسن من لبنان.

## حياتها الأسرية
أنجبت ابنها الوحيد في عام 2005. طلقت زوجها في 2008.

## أعمالها
- رغبات محرّمة
- أنا، هي والأخريات: صدرت في 2012 عن الدار العربية للعلوم ناشرون في لبنان. ودخلت في القائمة النهائية «القصيرة» للجائزة العالمية للرواية العربية لعام 2013، وهي النسخة العربية لجائزة «بوكر» العالمية للرواية.
- طابق 99: صدرت الرواية في 2014 عن منشورات ضفاف في بيروت. ودخلت في القائمة النهائية «القصيرة» للجائزة العالمية للرواية العربية لعام 2015.

## جوائزها
- جائزة سيمون الحايك عن رواية رغبات محرمة

## وصلات خارجية
- جنى فواز الحسن على موقع أرشيف الشارخ.
- جنى فوّاز الحسن: لعنة العزلة؛ مقالة من الأخبار عن عناية جابر حول الرواية طابق 99